# アダド・ニラリ1世

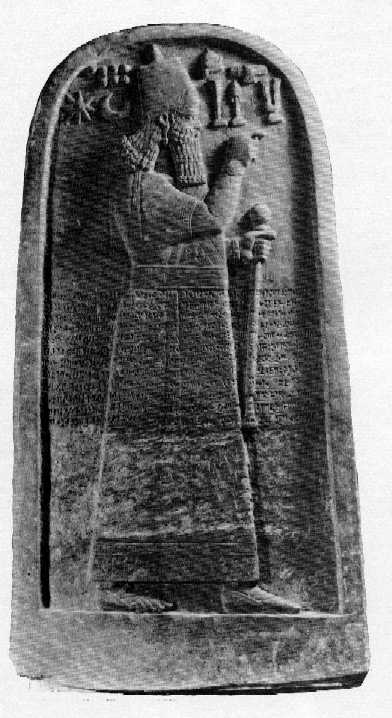
アダド・ニラリ像。2世または3世のものとする説もある。

アダド・ニラリ1世（Adad nirari I、在位:紀元前1307年 - 紀元前1275年）は、中アッシリア王国時代のアッシリアの王である。治世の年代記が発見されているアッシリア王としては最古の人物である。名前の意味は「アダド神は我を助ける」である

## 来歴
アリク・デン・イリの後を継いでアッシリア王となった。即位直後に、バビロニア（カッシート王朝）に遠征をし、その王ナジ・マルッタシュを破ってバビロニア領の一部を獲得した。
また、ハニガルバド（ミタンニ）方面への大規模な遠征を行い、ハニガルバド王シャットゥアラ1世の軍を破り服属させる事に成功した。しかし、紀元前1300年頃、シャトゥアラ1世が死去し、ワサシャッタがハニガルバド王位を得ると、ワサシャッタはヒッタイトの支援を受けてアッシリアに対抗し、貢納を打ち切った。これに対して再度のハニガルバド遠征を行いワサシャッタを撃破して首都タイデを占領し、その領土はユーフラテス川にまで達した。そしてワサシャッタの家族等王族をアッシュル市へ連れ去った。死後、息子のシャルマネセル1世がアッシリア王位を継いだ。
※ハニガルバドはアッカド語によるミタンニの名前であるが、この時代のハニガルバドはミタンニ王国の分裂後に出来た国々であり、領域を異にする。ただし、ワサシャッタ等はミタンニ王と記述される場合もある。

## ヒッタイトとの交渉
アダド・ニラリ1世はヒッタイト王ムワタリに「我が兄弟」と呼びかける外交書簡を送った。当時、大国（バビロニア、エジプト、ヒッタイト、アラシヤ等）の王に対する外交書簡において、この呼び方が認められたのは同じ大国の王のみであり、新興のアッシリア王からこの呼びかけをされた事にムワタリは非常な不快感を示した。ヒッタイトはハニガルバドを保護国としていた関係もあり、この後アッシリアとヒッタイトの関係は長期間にわたって緊張が続く事となった。